# 张广敏
张广敏（1957年4月—），男，汉族，广东梅县人，中华人民共和国政治人物，中国共产党党员，第十三届全国人民代表大会福建省代表。

## 生平
2011年1月，任福建省人大常委会副主任，2012年2月兼省总工会主席；2013年2月任福建省人大常委会副主任、党组副书记，兼任省总工会主席；
2018年2月任福建省人大常委会党组书记、副主任，兼省总工会主席。
2018年，张广敏被选为福建省出席第十三届全国人民代表大会代表。